# Ягодина (стадіон)
Ягодинський міський стадіон (серб. Градски стадион у Ђягодини / Gradski stadion u Jagodini), також відомий як Стадіон під Джурджевим брдом (серб. кирилицею: Стадион под Ђурђевим брдом; Стадион под Джурджевым пагорбом) — багатофункціональний стадіон в Ягодині, Сербія. Наразі він використовується переважно для проведення футбольних матчів і є домашнім стадіоном ФК «Ягодина». Стадіон вміщує 9 977 глядачів.

## Історія
Стадіон розташований на самому півдні Ягодини і є частиною спортивно-розважального комплексу Джурджево брдо. У безпосередній близькості від стадіону знаходяться ще одне футбольне поле, сучасний аквапарк і зоопарк Ягодина, комплекс тенісних кортів і спортивний зал, а також картингова траса, готель і природний парк.
Він був побудований в 1958 році та вміщував до 20 000 глядачів, але був повністю реконструйований у 2007—2008 роках, що значно зменшило його місткість. Були встановлені нові сидіння, окрім південної трибуни, а на західній трибуні був збудований дах разом із VIP зонами, тоді як дах північної трибуни був завершений у 2009 році. На північній трибуні також розташований невеликий готель.
У 2009 році поле було оновлене і прокладено новий газон. Цей процес коштував понад 200 000 євро. У 2012 році на стадіоні відкрився невеликий ресторан під назвою Blue Café. На стадіоні також є сучасний тренажерний зал. Того ж року ФК «Ягодина» встановив прожектори потужністю 1500 люкс. Вартість його встановлення склала близько 400 000 євро. У 2013 році південна трибуна також була обладнана сидіннями, тому стадіон має чотири сидячі трибуни.
На стадіоні плануються інші ремонтні роботи або проєкти, такі як будівництво житлових кімнат під північною трибуною, які призначені для гравців клубу, а також добудова західної трибуни. Серед інших майбутніх проєктів — нова синя тартанова доріжка, основний колір клубу, а також подальша реконструкція східної та південної трибун, включаючи їхнє покриття.